# Wypowiedzenie umowy o pracę
Wypowiedzenie umowy o pracę – jednostronna czynność prawna skutkująca rozwiązaniem stosunku pracy. Wypowiedzenie dopuszczalne jest tylko wtedy, gdy zezwala na to odpowiedni przepis prawa.

## Wypowiedzenie umowy o pracę w Polsce
Wypowiedzenie musi mieć formę pisemną; może je złożyć zarówno pracodawca, jak i pracownik. Jeśli umowę z pracownikiem rozwiązuje pracodawca, to wypowiedzenie musi zawierać pouczenie o przysługującym prawie odwołania się do sądu pracy, zaś w przypadku umowy na czas nieokreślony pracodawca dodatkowo musi wskazać jego przyczynę oraz przeprowadzić konsultacje z właściwą organizacją związkową reprezentującą pracownika. Zwolnienia dotyczące większej liczby pracowników określa się jako zwolnienia grupowe.

## Okres wypowiedzenia
Wypowiedzenie następuje z zachowaniem okresu wypowiedzenia, który wynosi odpowiednio:
- w przypadku umowy na czas nieokreślony albo określony:
  - 2 tygodnie, jeżeli pracownik był zatrudniony krócej niż 6 miesięcy
  - 1 miesiąc, jeżeli pracownik był zatrudniony co najmniej 6 miesięcy
  - 3 miesiące, jeżeli pracownik był zatrudniony co najmniej 3 lata
- w przypadku umowy zawartej na okres próbny:
  - 3 dni robocze, jeżeli okres próbny nie przekracza 2 tygodni
  - 1 tydzień, jeżeli okres próbny jest dłuższy niż 2 tygodnie
  - 2 tygodnie, jeżeli okres próbny wynosi 3 miesiące.

Okres wypowiedzenia oznaczony w tygodniach kończy się w sobotę, oznaczony w miesiącach – ostatniego dnia miesiąca.
Dany okres wypowiedzenia jest możliwy do skrócenia, pod warunkiem zgody obydwu stron umowy. Jeżeli jedna z nich się na to nie zgodzi to obowiązuje czas ustawowy.
Rozwiązanie umowy o pracę za wypowiedzeniem złożonym przez pracownika, jeśli nie było związane ze zmianą jego miejsca zamieszkania, skutkuje tym, że ewentualny zasiłek dla bezrobotnych przysługiwać będzie tej osobie dopiero po 90 dniach od zarejestrowania się w Urzędzie Pracy. Dotyczy to osób, które w ciągu 6 miesięcy przed zarejestrowaniem się w UP wypowiedziały pracę z powodów innych niż zmiana miejsca zamieszkania (nie musi to być ostatnie rozwiązanie stosunku pracy, sytuacja ta zachodzi wtedy, kiedy pracownik wypowiedział pracę choć raz w ciągu 6 miesięcy przed rejestracją).

## Oświadczenie pracodawcy
Pracodawca, który chce wypowiedzieć umowę o pracę, musi złożyć pracownikowi oświadczenie w formie pisemnej zawierające:
- miejscowość i datę
- dane pracodawcy
- dane pracownika
- oświadczenie o wypowiedzeniu umowy o pracę z określeniem daty jej zawarcia oraz stron umowy
- oświadczenie o zachowaniu okresu wypowiedzenia z określeniem terminu jego upływu
- uzasadnienie wypowiedzenia umowy (podanie przyczyn rozwiązania umowy, np. likwidacja stanowiska, utrata zaufania do pracownika itp.), ale wyłącznie gdy jest to umowa zawarta na czas nieokreślony
- pouczenie o przysługującym pracownikowi prawie do odwołania do sądu pracy – informacja o tym, że pracownik może w terminie 21 dni od otrzymania pisma wypowiadającego umowę o pracę wnieść powództwo do sądu pracy, jeżeli uważa, że wypowiedzenie umowy jest bezzasadne
- podpis strony wypowiadającej umowę oraz strony przyjmującej[2].

## Roszczenia pracownika w związku z wypowiedzeniem
W przypadku, gdy rozwiązanie umowy o pracę bez wypowiedzenia nastąpiło z naruszeniem przepisów o rozwiązywaniu umów o pracę w tym trybie, pracownikowi przysługuje roszczenie o przywrócenie do pracy na poprzednich warunkach lub o odszkodowanie.
Jeśli rozwiązanie umowy o pracę zawartej na czas określony z naruszeniem przepisów o rozwiązywaniu umów o pracę bez wypowiedzenia, pracownikowi przysługuje wyłącznie odszkodowanie, jeżeli:
- upłynął termin, do którego umowa miała trwać
- przywrócenie do pracy byłoby niewskazane ze względu na krótki okres, jaki pozostał do upływu tego terminu.

Jeżeli pracodawca rozwiązał umowę o pracę w okresie wypowiedzenia z naruszeniem przepisów o rozwiązywaniu umów o pracę bez wypowiedzenia, pracownikowi przysługuje wyłącznie odszkodowanie w wysokości wynagrodzenia za czas do upływu okresu wypowiedzenia.
Pracownikowi, który podjął pracę w wyniku przywrócenia do pracy, przysługuje wynagrodzenie za czas pozostawania bez pracy – nie więcej niż za 3 miesiące i nie mniej niż za 1 miesiąc.
Jeżeli umowa ta została rozwiązana z:
- pracownikiem, któremu brakuje nie więcej niż 4 lata do osiągnięcia wieku emerytalnego, a okres zatrudnienia umożliwia mu uzyskanie prawa do emerytury z osiągnięciem tego wieku,
- pracownicą w okresie ciąży lub urlopu macierzyńskiego,
- pracownikiem-ojcem wychowującym dziecko w okresie korzystania z urlopu macierzyńskiego

lub gdy rozwiązanie umowy podlega ograniczeniu z mocy przepisu szczególnego, wynagrodzenie przysługuje za cały okres pozostawania bez pracy.
Odszkodowanie przysługuje w wysokości wynagrodzenia za okres wypowiedzenia.
W przypadku rozwiązania umowy o pracę zawartą na czas określony lub na czas wykonania określonej pracy, odszkodowanie przysługuje w wysokości wynagrodzenia za czas, do którego umowa miała trwać – nie dłużej niż za 3 miesiące.